# Ліа-Аста Кнаке
Ліа-Аста Кнаке (латис. Lia-Asta Knāķe; народилася у 1929 році) — латвійська архітекторка, дизайнерка меблів та інтер'єру.

## Життя і кар'єра

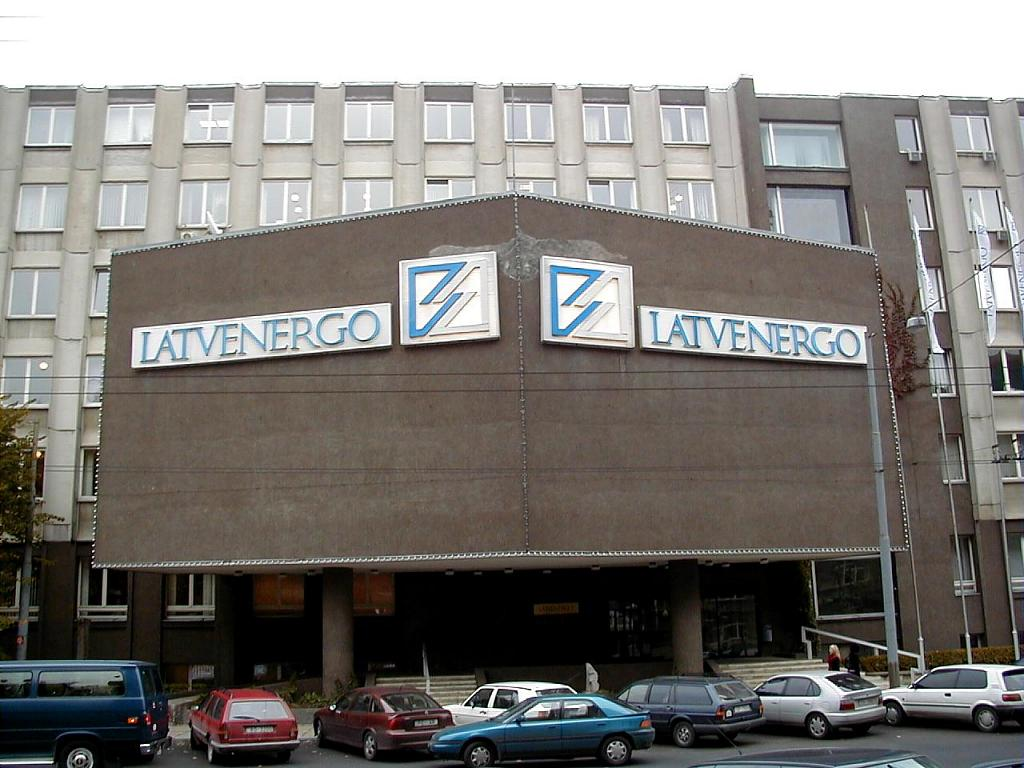
Будівля Latvenergo, Рига

Ліа-Аста Кнаке отримала своє ім'я на честь відомих актрис німого кіно Лії Мара та Асти Нільсен. У 1964 році закінчила архітектурний факультет Латвійського державного університету.
Ліа-Аста Кнаке є однією з найвідоміших архітекторок Латвії другої половини XX століття. Вона використовувала принципово нові методи проектування на той час — чисті лінії, динамічні форми. Працюючи у проектному інституті Міністерства торгівлі СРСР «Діпроторг», Ліа-Аста Кнаке створила образи кафе, які на десятиліття стали символами Риги. Після чого, була помічена і отримала неймовірно престижну пропозицію — проект центральної офісної будівлі «Latvenergo», яку тепер знає кожен мешканець Риги. Незважаючи на те, що пострадянська спадщина XX століття та 1970-ті роки в Латвії асоціюються з епохою Брежнєва, яка ідентифікується як застій, але на відміну від інших проектів того періоду, архітектура будівлі «Latvenergo» характеризується почуттям контрасту і динамічністю форми. У Латвії був досить довгий період переоцінки значення радянської спадщини, і на сьогоднішній день, будівля «Latvenergo» вважається важливим культурним об'єктом свого часу. До 2011 року Ліа-Аста Кнаке працювала у проектному інституті «Сілтумелектропроектс» (до 1991 року — «Теплоелектропроектс»), де проектувала різні об'єкти енергетичної інфраструктури.

## Вибрані проекти
- Інтер'єр кафе «Luna», Рига (1959)
- Інтер'єр кафе «Jaunība», Рига (1960)
- Інтер'єр бару ресторану «Rīga», Рига (1962)
- Інтер'єр літнього кафе «Pils», Рига (1960-ті роки)
- Інтер'єр кафе «Putnu dārzs», Рига (1970)
- Будівля «Latvenergo», Рига (1983)